# Egidius Federle
Egidius Federle (genannt Egid; * 10. Oktober 1810 in Stühlingen, Landkreis Waldshut; † 21. März 1876 in Freiburg im Breisgau) war ein deutscher Landschaftsmaler und Zeichner.

## Leben

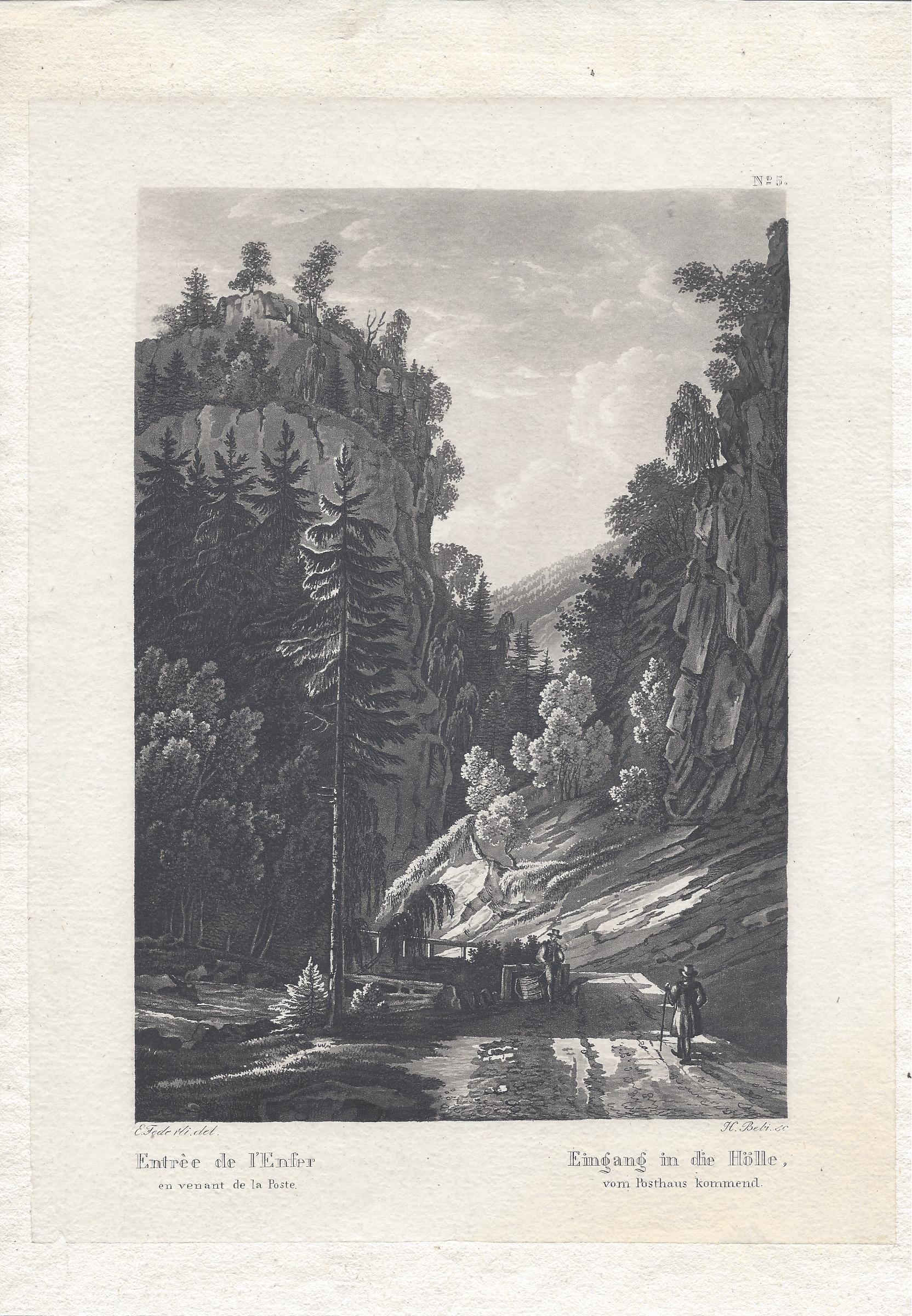
Egidius Federle: Der Eingang in die Hölle, Aquatinta von Heinrich Bebi um 1830 bei Louis Bleuler

Federle absolvierte ab 1822/23 eine Lehre in der Schule des Schweizer Malers und Verlegers Johann Ludwig Bleuler in Schaffhausen und war Lehrknabe des Malers und Zeichners Heinrich Uster-Bleuler in Feuerthalen. Nach beendeter Lehrzeit 1826/27 blieb er bei Bleuler und bezog mit diesem und anderen Malern der Schule 1832 das Schloss Laufen über dem Rheinfall von Schaffhausen. Er war als Vedutenzeichner für den Verlag Bleuler tätig und wirkte an zahlreichen Werken des Verlags mit. 
Nach Bleulers Tod 1850 lebte er in Konstanz, 1861 zog er nach Freiburg, wo er als Landschaftsmaler und Zeichenlehrer arbeitete.

## Werke
- Malerische Reise von Freiburg im Breisgau durch das Höllenthal und Donaueschingen nach Schaffhausen (Album du voyage pittoresque pris sur la route de Freibourg par la foret noir, Donaueschingen jusqu’a Schaffhouse). Schaffhausen, Louis Bleuler, ca. 1830, Digitalisat.
- Der Rhein von den Quellen bis zur Mündung. Schaffhausen, Louis Bleuler, ca. 1826. Nachdruck der Ausgabe Zweibrücken, 1842. Alexandra Press, Basel 1996, ISBN 3-9521134-0-9.
  - Voyage pittoresque des bords du Rhin. Dessiné par L. Bleuler et Federly; gravé par Hurlimann, Hemely, Salaté et Weber, et accompagné d’un texte explicatif; traduit librement sur le manuscrit allemand de Em. Zschokke, par C. F. Girard. Château de Laufen, Bleuler, o. J.; Strasbourg, imprimerie de G. Silbermann, 1845.